# ابراهیم فوال
ابراهیم فوال (عربی: Ibrahim Fawal؛ زاده: ۱۹۳۳) یک نویسنده دانشگاه فلسطینی آمریکایی است، استاد سابق و نویسنده رمان مشهور و برنده جایزه «بر روی تپه‌های خدا»، یک رمان در مورد تجربه یک جوان فلسطینی در سال ۱۹۴۸ است. او اکنون در «بیرمنگهام، آلاباما» زندگی می‌کند.

## زندگی‌نامه
فوال در سال ۱۹۳۳ در رام‌الله فلسطین متولد شد. سپس به ایالات متحده منتقل شد و در آنجا تحصیلات خود را از یک دانشگاه دریافت کرد و مدرک فیلم‌سازی به‌دست آورد.
او در طی فیلمبرداری از ولیعهد عربستان در سال ۱۹۶۱ به عنوان دستیار کارگردان «دیوید لین» کار می‌کرد، قبل از اینکه در آلاباما مستقر شود، در آنجا به عنوان استاد فیلم و ادبیات در دانشگاه آلاباما کار می‌کرد.
در سال ۱۹۹۶، در سن ۶۳ سالگی، ابراهیم فوال تحصیلات دکترای خود را در دانشگاه آکسفورد انگلستان ادامه داد.
تز دکترای او از کارگردان مشهور یوسف شاهین بود، این تز توسط مؤسسه فیلم بریتانیا و دانشگاه کالیفرنیا در سال ۲۰۰۱ منتشر شد.

## آثار
رمان ابراهیم فوال، «بر روی تپه‌های خدا»، در سال ۱۹۹۸ منتشر شد.